# ららぽーと和泉

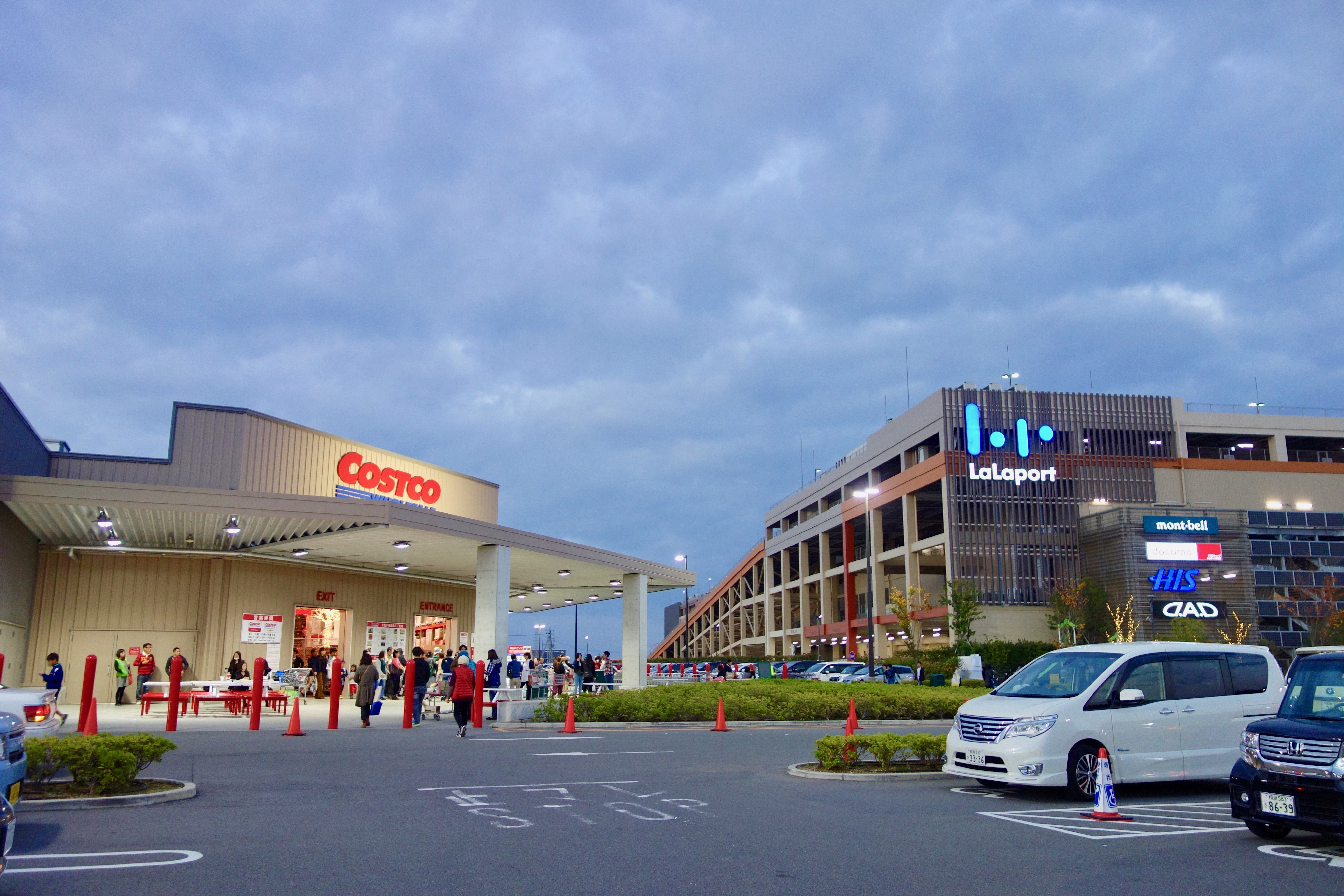
ららぽーと和泉とコストコ和泉倉庫店

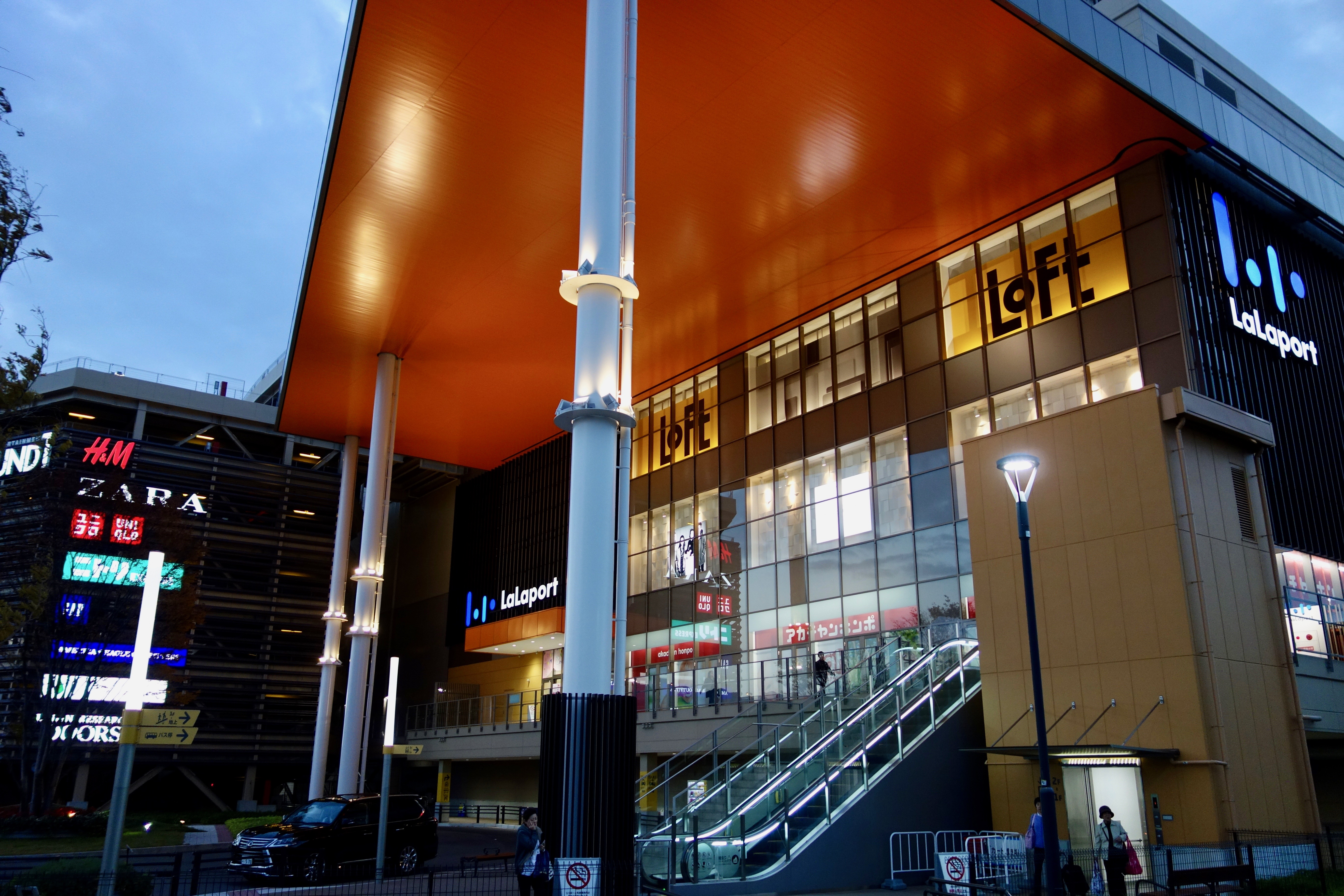
ロータリー側出入口

ららぽーと和泉（ららぽーといずみ、LaLaport IZUMI）は、大阪府和泉市あゆみ野（トリヴェール和泉）に所在する、三井不動産商業マネジメント運営のショッピングセンターである。すぐ隣にはコストコ和泉倉庫店があり、徒歩で行き来ができるようになっている。

## 概要
ららぽーとブランドでは大阪初出店として、2014年10月に開業した。施設コンセプトは「エリアオアシス」。
商圏は自動車30分圏内の約123万人だが、岸和田和泉ICに近いことから隣接するコストコと合わせて、大阪南部だけでなく和歌山県北部からの集客も視野に入れている。
新たな取り組みとして、食品スーパーに近畿圏内最大規模の「JA全農ファーマーズ」を誘致。サイズと量が大型のコストコ・ホールセールと棲み分けをするべく、食品売り場の3分の1を農産物直売所が占める一体型店舗となっており、JA農家が生産した新鮮な農産物を中心に、産地直送品を販売していたが、2024年10月10日に閉店した。
子育てファミリー向けとしては、カフェ併設のプレイランドやイベントスペース完備の「ママwithパーク」や、キッズパーク「トーマスステーション」を誘致。そのほか、遊び場などキッズスペースのある店舗が17店、子ども向けメニューを取り扱うレストラン・フード店舗も17店あり、従来より子供服を取り扱うファッション専門店も合わせ、設備とサービスの充実が図られている。

## 主なテナント

### 2階
- 無印良品
- アカチャンホンポ
- ニトリ EXPRESS
- Flying Tiger Copenhagen
- AMERICAN EAGLE OUTFITTERS
- グラニフ
- Bershka（ベルシュカ）
- Stradivarius（ストラディバリウス）
- 3COINS+plus
- アフタヌーンティー・ホーム＆リビング
- PABLO mini
- ミスタードーナツ
- マツモトキヨシ
- トーマス・ステーション[9]
  - トーマスシアタートレイン
  - トーマスのわくわくひろば
  - のりものカーニバルコーナー
  - カプセルステーション
  - マーケット（おみやげショップ）
- ATMコーナー
- クリニック
- レストラン街
  - 串家物語
  - BISTRO309
  - ポムの樹
  - しゃぶ菜
  - PRECIOUS BUFFET
  - ロンフーダイニング
  - とんかつ かつ喜
  - カプリチョーザ
  - 海と大地の恵 京都蕎麦 天風
  - 鶴橋風月
  - うちの食堂
- ポケットパーク
  - コストコ側出入り口横に、子どもが遊べる遊具が取り揃えられている[4]。

他

### 3階
- H&M
- ZARA
- ZARA HOME
- GAP
- GAP Kids
- ユニクロ
- ユナイテッドアローズ グリーンレーベル リラクシング
- アーバンリサーチ ドアーズ
- エディオン
- スーパースポーツゼビオ
- スターバックス
- フードコート

他

### 4階
- ラウンドワン[11][12]
  - ボウリング・カラオケ・卓球
    - 平日：10:00～深夜2:00、土日祝：8:00～深夜2:00

  - アミューズメント
    - 平日：10:00～23:50、土日祝：8:00～23:50
- ママwithパーク・ズーアドベンチャー（プレイランド併設カフェ）[13]
  - アメニティーゾーン
  - ごろんごろんファミリー広場
  - 大型立体遊具・ズーアドベンチャー
  - カフェ
  - スタジオスペース
- ロフト
- GU
- WEGO
- THE SUIT COMPANY
- グローバルワーク
- Right-on
- ABC-MART
- モンベル
- HMV
- 島村楽器
- JEUGIAカルチャーセンター
- ユザワヤ
- ザ・ダイソー
- 田村書店
- エイチ・アイ・エス
- 日本旅行
- ドコモショップ
- auショップ
- ソフトバンク
- 三井住友銀行

他

## 交通アクセス

### 鉄道・バス
- 最寄バス停留所「ららぽーと和泉前」[15]
  - 南海泉北線和泉中央駅5番乗り場から南海バス和泉商工会議所前行き、ららぽーと和泉前行きに乗車。和泉中央駅から約15分。
  - JR西日本阪和線和泉府中駅前1番乗り場から南海バスららぽーと和泉前行きに乗車（一部時間帯のみ）。和泉府中駅から約30分。

### 自動車
- 阪和自動車道 岸和田和泉ICから約650m (岸和田和泉ICを降りてすぐの道路、府道230号を東に向かって一つ目の信号がある交差点は転回可能である)。
- 駐車場

終日無料、約3400台収容。

## 駐輪場
終日無料、自転車約250台・バイク約50台収容。